# رالف بوين
رالف بوين هو عازف ساكسفون كندي، ولد في 23 ديسمبر 1961 في كندا.

## وصلات خارجية
- رالف بوين على موقع IMDb (الإنجليزية)
- رالف بوين على موقع ميوزك برينز (الإنجليزية)
- رالف بوين على موقع أول ميوزيك (الإنجليزية)
- رالف بوين على موقع ديسكوغز (الإنجليزية)